# Lim Teck Pan
Lim Teck Pan (1938 – Kuala Lumpur, ...) è stato un pallanuotista singaporiano, che ha partecipato alle Olimpiadi estive di Melbourne 1956.
Era un portiere di riserva. Ha giocato nella partita contro la Romania nel Girone di classificazione 7º-10º posto.
Ha vinto una medaglia d'oro ai Giochi del Sud-est asiatico del 1965.